# 斎藤孫四郎
斎藤 孫四郎（さいとう まごしろう、? - 弘治元年11月12日〈1555年12月24日〉）は、戦国時代の人物。父は斎藤道三。諱は龍重。童名（幼名）は勘九郎。母は深芳野（一色義清女か稲葉通利女）又は小見の方（明智光継女）。

## 略歴
斎藤道三の二男として生まれる。『信長公記』によると父・道三と兄弟の義龍・喜平次の親子四人で稲葉山城に住んでいたという。
『美濃国諸旧記』によれば、元服して斎藤孫四郎龍重を名乗り、弟・斎藤喜平次とともに道三に寵愛されたという。道三は孫四郎に「左京亮」を名乗らせ、跡継ぎにしようとはかった。
『信長公記』によれば、弟・喜平次とともに驕り高ぶり、しだいに長兄・斎藤義龍を侮るようになったいわれる。
斎藤家の家督は天文23年（1554年）父・道三の隠居で長兄・義龍が継いでいたが、義龍は自身が廃嫡されると考えて一計を案じ、弘治元年（1555年）11月12日、病を装って孫四郎らを自身のいる稲葉山城の奥の間に呼び出した。孫四郎と弟・喜平次は義龍の寵臣・日根野備中守弘就によって殺害された。

## 喜平次生存説
『美濃明細記』の分析により、義龍に殺されたのは次男孫四郎のみで、喜平次は生き延び、弟とされる斎藤利堯となったする説があるが、この説は成立せず、やはり2人同時に殺害されたとするのが妥当とする反論がある。